# Micandra ion
Micandra ion is een vlinder uit de familie van de Lycaenidae. De wetenschappelijke naam van de soort werd als Thecla ion in 1890 gepubliceerd door Hamilton Herbert Druce.